# Trachischium guentheri
Trachischium guentheri är en ormart som beskrevs av Boulenger 1890. Trachischium guentheri ingår i släktet Trachischium och familjen snokar. Inga underarter finns listade i Catalogue of Life.
Denna orm förekommer i delstaten Sikkim i nordöstra Indien. Den når antagligen angränsande områden av Bangladesh, Nepal och Bhutan. Trachischium guentheri vistas i bergstrakter vid cirka 1800 meter över havet. Arten lever i skogar i klippiga områden och den besöker jordbruksmark. Honor lägger mellan juni och augusti upp till fyra ägg som göms under träbitar eller stenar som är täckta av mossa. Flera honor lägger ägg på samma plats och vid ett tillfälle hittades 130 ägg. Flera sover tät intill varandra under vintern.
Beståndet hotas av skogens omvandling till jordbruksmark. Flera exemplar dödas i trafiken. IUCN kategoriserar arten globalt som sårbar.